# Sífutás az 1928. évi téli olimpiai játékokon
Az 1928. évi téli olimpiai játékokon a sífutás versenyszámait St. Moritzban rendezték meg. Február 14-én az 50 kilométeres, február 17-én a 18 kilométeres távon tartották meg a versenyt.

## Részt vevő nemzetek
A versenyeken 15 nemzet 71 sportolója vett részt.
- Ausztria (AUT) (1)
- Csehszlovákia (TCH) (6)
- Egyesült Államok (USA) (3)
- Finnország (FIN) (7)
- Franciaország (FRA) (8)
- Japán (JPN) (5)
- Jugoszlávia (YUG) (6)
- Kanada (CAN) (2)
- Lengyelország (POL) (4)
- Magyarország (HUN) (1)
- Németország (GER) (5)
- Norvégia (NOR) (7)
- Olaszország (ITA) (4)
- Svájc (SUI) (6)
- Svédország (SWE) (6)

## Éremtáblázat
(Az egyes számoszlopok legmagasabb értéke, vagy értékei vastagítással kiemelve.)
| Az 1928. évi téli olimpiai játékok éremtáblázata sífutásban | Az 1928. évi téli olimpiai játékok éremtáblázata sífutásban | Az 1928. évi téli olimpiai játékok éremtáblázata sífutásban | Az 1928. évi téli olimpiai játékok éremtáblázata sífutásban | Az 1928. évi téli olimpiai játékok éremtáblázata sífutásban | Olimpia  |
| ----------------------------------------------------------- | ----------------------------------------------------------- | ----------------------------------------------------------- | ----------------------------------------------------------- | ----------------------------------------------------------- | -------- |
|                                                             | Ország                                                      | Arany                                                       | Ezüst                                                       | Bronz                                                       | Összesen |
| 1.                                                          | Norvégia (NOR)                                              | 1                                                           | 1                                                           | 1                                                           | 3        |
| 1.                                                          | Svédország (SWE)                                            | 1                                                           | 1                                                           | 1                                                           | 3        |
|                                                             |                                                             |                                                             |                                                             |                                                             |          |
| Összesen                                                    | Összesen                                                    | 2                                                           | 2                                                           | 2                                                           | 6        |

## Érmesek
| Az 1928. évi téli olimpiai játékok érmesei sífutásban |                                       |         |                                   |         |                                     |         |
| Versenyszám                                           | Arany                                 | Arany   | Ezüst                             | Ezüst   | Bronz                               | Bronz   |
| 18 km                                                 | Johan Grøttumsbråten · Norvégia (NOR) | 1:37:01 | Ole Hegge · Norvégia (NOR)        | 1:39:01 | Reidar Ødegaard · Norvégia (NOR)    | 1:40:11 |
| 50 km                                                 | Per-Erik Hedlund · Svédország (SWE)   | 4:52:03 | Gustaf Jonsson · Svédország (SWE) | 5:05:30 | Volger Andersson · Svédország (SWE) | 5:05:46 |